# 品川區
品川区（日语：／ Shinagawa ku */?）是日本東京都的特別區之一，位於東京都的南部，東瀕东京湾，為東京市區聚集較多港口及工業設施的地帶。名稱是由境內河川目黑川的別名「品川」而來。

## 人口
| 品川區人口分布圖 |                                               |  |
| 品川區與日本全國年齡別人口分布比較圖 （2005年資料） | 品川區的年齡、男女別人口分布圖 （2005年資料） |  |
| ■紫色是品川區 ■綠色是全国 | ■藍色是男性 ■紅色是女性                       |  |
| 品川區人口變化 \| 1970年 \| 397,302人 \| \| \| 1975年 \| 366,058人 \| \| \| 1980年 \| 346,247人 \| \| \| 1985年 \| 357,732人 \| \| \| 1990年 \| 344,611人 \| \| \| 1995年 \| 325,377人 \| \| \| 2000年 \| 324,608人 \| \| \| 2005年 \| 346,357人 \| \| \| 2010年 \| 365,302人 \| \| \| 2015年 \| 386,855人 \| \| \| 2020年 \| 422,488人 \| \| |                                               |  |
| 資料來源：日本總務省統計中心提供之人口普查數據 |                                               |  |
| 1970年 | 397,302人                                     |  |
| 1975年 | 366,058人                                     |  |
| 1980年 | 346,247人                                     |  |
| 1985年 | 357,732人                                     |  |
| 1990年 | 344,611人                                     |  |
| 1995年 | 325,377人                                     |  |
| 2000年 | 324,608人                                     |  |
| 2005年 | 346,357人                                     |  |
| 2010年 | 365,302人                                     |  |
| 2015年 | 386,855人                                     |  |
| 2020年 | 422,488人                                     |  |

區民平均年齡為43.82歲。（2008年（平成20年）1月1日）

### 日夜人口差
2005年夜間人口（居住者）為344,888人，區外通勤者與通學生、居住者在內的區内日間人口達505,034人，為夜間人口的1.464倍。

## 地理
- 分為台地、低地與填海地。
- 台地方面，目黑川以北為芝白金台、目黑川與立會川之間為目黒台、立會川以南為荏原台，皆屬於武藏野台地末端。
- 低地包含品川地域、大井地域與河川沿岸。

### 河川
- 目黑川
- 立會川

### 運河
- 京濱運河
- 天王洲運河
- 天王洲南運河
- 勝島運河
- 勝島南運河

### 港灣
- 東京港

### 邻接行政区
- 东 - 江東區
- 北 - 港区
- 西 - 目黑区
- 南 - 大田区

## 歷史
近世以前
- 奈良時代、平安時代為京都與國府之間的中繼地。

近世
- 江戶時代為東海道第一宿場。

區的沿革
- 1889年（明治22年）5月1日
  - 町村制施行，現在品川區下成立以下町村。
    - 荏原郡：品川町、大井村、大崎村、平塚村
- 1908年（明治41年）8月1日
  - 大井村施行町制，為大井町。
  - 大崎村施行町制，為大崎町。
- 1922年（大正11年）6月
  - 位於現在小山七丁目的洗足田園都市銷售。
- 1926年（大正15年）4月1日
  - 平塚村施行町制，為平塚町。
- 1927年（昭和2年）7月1日
  - 平塚町改稱荏原町。
- 1932年（昭和7年）10月1日
  - 上述4町編入東京市，品川町、大井町、大崎町3町為品川區，荏原町為荏原區。
- 1947年（昭和22年）3月15日
  - 荏原區編入品川區。

## 行政交流·友好都市

### 日本国内
- 山北町（神奈川县）
  - 1988年1月缔结了「故乡交流协定」

- 早川町（山梨县）
  - 1990年4月缔结了「故乡交流协定」

### 海外
- 波特兰（美国 缅因州）
  - 1984年结成姐妹都市
- 日内瓦（瑞士）
  - 1991年结成友好都市
- 奥克兰（新西兰）
  - 1993年结为友好都市
- 哈爾濱（中華人民共和國黑龍江省）
  - 1981年结成教育交流都市

## 地域
- 品川地區 - 原品川宿、天王洲與東品川的填海地。
- 大崎地區 - 原大崎町。大崎站 - 五反田站 - 目黑站一帶。
- 荏原地區 - 原荏原町
- 大井地區 - 原大井町
- 八潮地區 - 填海地

### 地名
- 荏原
- 大井
- 大崎
- 勝島
- 上大崎

- 北品川
- 小山
- 小山台
- 戶越
- 中延

- 西大井
- 西五反田
- 西品川
- 西中延
- 旗之台

- 東大井
- 東五反田
- 東品川
- 東中延
- 東八潮

- 平塚
- 廣町
- 二葉
- 南大井
- 南品川

- 八潮
- 豐町

## 公共機關

### 警察
- 品川警察署
- 大崎警察署
- 大井警察署
- 荏原警察署
- 東京灣岸警察署 - 管轄灣岸地區與臨海副都心。廳舍在江東區青海。

### 消防
東京消防廳第二消防方面本部 （大田區大森東一丁目32番8號）
- 品川消防署（北品川三丁目7番31號）救急隊1
  - 東品川出張所（東品川三丁目32番12號）救急隊無
  - 大崎出張所（西品川一丁目7番9號）特別消火中隊、救急隊1
  - 五反田出張所（西五反田七丁目25番14號）救急隊1
- 大井消防署（東大井三丁目6番12號）化學機動中隊、救急隊1
  - 瀧王子出張所（大井五丁目17番9號）特別消火中隊、救急隊無
  - 八潮出張所（八潮五丁目8番3號）救急隊1
- 荏原消防署（平塚三丁目16番20號）救急隊2
  - 戶越出張所（戶越五丁目20番15號）救急隊無
  - 小山出張所（小山五丁目12番11號）救急隊無
  - 旗之台出張所（旗之台六丁目24番11號）特別消火中隊、救急隊無

### 行政服務台
住民票、印鑑証明、戶籍証明等業務。
- 大井町服務台（JR京濱東北線大井町站大樓「atre」中央西口階段下）
- 武藏小山服務台（小山三丁目27番5號）

## 產業

### 品川區主要企業
- Allied Telesis本社
- 五十鈴本社
- 日立製作所（本社部門一部分在南大井）
- 日立造船本社
- 松下汽車電子（Panasonic Automotive Electronics）本社
- JT食品（JT Foods）本社
- 日學本社
- 三菱鉛筆本社
- 三愛石油本社
- 樂天（Rakuten）本社
- 日立解決方案（Hitachi Solutions）本社
- Marvelous AQL本社
- 通用汽車公司日本本社
- 三菱總研DCS本社
- Prima Meat Packers本社
- 帕布雷斯特本社
- 南夢宮萬代控股、南夢宮萬代遊戲本社
- 科樂美運動&生活（Konami Sports & Life）本社
- 帝產觀光巴士本社
- 日本花旗銀行 本店
- 耐吉日本本社
- JTB本社
- 麒麟協和食品（Kirin Kyowa Foods）本社
- 日本輕金屬控股本社
- 佳能系統與支援（Canon System and Support）本社
- 日本西格瑪奧瑞奇（Sigma-Aldrich Japan）本社
- 住友電木（Sumitomo Bakelite）本社
- 佳能MJ IT集團控股（CANON MJ IT HOLDINGS）、佳能IT解決方案（CANON IT SOLUTIONS）本社
- 日本航空本社
- 世嘉本社
- Ringer Hut本社
- 日本精工本社
- 日立系統（Hitachi Systems）本社
- 三菱電機信貸（Mitsubishi Electric Credit）本社
- 日本奧多比系統本社
- TOSHIBA TEC本社
- 日本製鋼所本社
- 富士電機本社
- 三井金屬礦業本社
- 羅森（LAWSON）本社
- 施敏打硬（Cemedine）本社
- 三麗鷗本社
- 明電舍
- Quaras本社
- 住友建機、住友重機械工業本社
- So-net Entertainment本社
- Nippon Pure Food、Marine Foods本社
- PUMA日本本社
- 摩斯食品服務本社
- 摩托羅拉日本本社
- Alpine Electronics本社
- 學研控股
- TOC本社
- 電波新聞社本社
- COMSYS HOLDINGS本社
- 神鋼建機（Kobelco Construction Machinery）、神鋼起重機（Kobelco Cranes）本社
- 富士通電子零件（FUJITSU COMPONENT）本社
- IMAGICA本社
- TAKIGEN製造本社
- POLA本社
- 瑪米亞 本社
- THK
- NTT DATA BUSINESS SYSTENS本社
- 東京日産自動車販售
- 星製藥本社
- 大谷工業本社
- MEIJI KENKO HAM 本社
- RENOWN本社
- FULLCAST HOLDINGS、FULLCAST ADVANCE本社
- NTT廣告、NTT出版本社
- 日本億滋（日语：モンデリーズ・ジャパン）本社。
- 日本舒適牌（Schick）本社
- 星巴克日本本社
- Livesense本社
- 巴斯金-羅彬斯31冰淇淋本社
- Sony PCL本社
- PADO本社
- 索尼（北品川、大崎）
- 東芝電梯（TOSHIBA ELEVATOR）本社
- 住友3M（Sumitomo 3M）本社
- 賽靈思日本法人本社
- 新日鐵住金工程本社
- NECBIGLOBE本社
- 東芝金融（TOSHIBA FINANCE）本社
- 神戶製鋼本社
- 東京豐田L&F（TOYOTA L&F TOKYO）本社

## 教育

### 小中一貫校
- 品川區立小中一貫校日野學園
- 品川區立小中一貫校伊藤學園
- 品川區立小中一貫校八潮學園
- 品川區立小中一貫校荏原平塚學園
- 品川區立小中一貫校品川學園
- 品川區立小中一貫校豐葉之杜學園

### 小學校
- 區立

- 城南小學校
- 淺間台小學校
- 三木小學校
- 御殿山小學校
- 城南第二小學校
- 第一日野小學校
- 芳水小學校
- 第三日野小學校
- 第四日野小學校
- 大井第一小學校
- 鮫濱小學校
- 山中小學校
- 立會小學校
- 濱川小學校
- 鈴森小學校
- 伊藤小學校
- 台場小學校

- 京陽小學校
- 延山小學校
- 中延小學校
- 小山小學校
- 大原小學校
- 宮前小學校
- 源氏前小學校
- 第二延山小學校
- 後地小學校
- 戶越小學校
- 旗台小學校
- 上神明小學校
- 清水台小學校
- 小山台小學校

- 第二日野小學校
  - 2006年4月轉為小中一貫校日野學園
- 原小學校
  - 2007年4月轉為小中一貫校伊藤學園
- 八潮北小學校
- 八潮小學校
- 八潮南小學校
  - 2008年4月轉為小中一貫校八潮學園
- 平塚小學校
  - 2010年4月轉為小中一貫校荏原平塚學園
- 品川小學校
  - 2011年4月轉為小中一貫校品川學園
- 杜松小學校
- 大間窪小學校
  - 2013年4月轉為小中一貫校豐葉之杜學園

- 私立
  - 小野學園小學校

### 中學校
- 區立

- 東海中學校
- 大崎中學校
- 濱川中學校
- 鈴森中學校
- 富士見台中學校
- 荏原第一中學校
- 荏原第五中學校
- 荏原第六中學校
- 戶越台中學校

- 日野中學校
  - 2006年4月轉為小中一貫校日野學園
- 伊藤中學校
  - 2007年4月轉為小中一貫校伊藤學園
- 八潮中學校
- 八潮南中學校
  - 2008年4月轉為小中一貫校八潮學園
- 荏原第二中學校
- 平塚中學校
  - 2008年4月與「荏原平塚中學校」整合
- 荏原平塚中學校
  - 2010年4月轉為小中一貫校荏原平塚學園
- 荏原第三中學校
- 荏原第四中學校
  - 2011年4月與「豐葉之杜中學校」整合
- 城南中學校
  - 2011年4月轉為小中一貫校品川學園
- 豐葉之杜中學校
  - 2013年4月轉為小中一貫校豐葉之杜學園

- 私立
  - 小野學園女子中學校
  - 攻玉社中學校
  - 香蘭女學校中等科
  - 品川女子學院中等部
  - 青稜中學校
  - 文教大學附屬中學校
  - 立正中學校

### 高等學校
- 都立
  - 大崎高等學校
  - 小山台高等學校
  - 八潮高等學校
- 私立
  - 小野學園女子高等學校
  - 攻玉社高等學校
  - 香蘭女學校高等科
  - 品川星辰女子高等學校
  - 品川女子學院高等部
  - 青稜高等學校
  - 日本音樂高等學校
  - 文教大學附屬高等學校
  - 朋優學院高等學校（舊中延學園高等學校）
  - 立正高等學校

### 大學、短期大學、高等專門學校

#### 大學
- 杉野服飾大學
- 星藥科大學
- 立正大學
- 清泉女子大學
- 昭和大學
- 東京醫療保健大學 五反田校區
- 產業技術大學院大學 - 公立大學法人首都大學東京設置。與東京都立產業技術高等專門學校同校舍。

#### 短期大學
- 杉野服飾大學短期大學部

#### 高等專門學校
- 東京都立產業技術高等專門學校品川校區

### 特別支援學校等
- 東京都立品川特別支援學校
- 明晴學園幼稚部小學部
- 品川區立清水台小學校さいかち學級 - 昭和大學病院內的院內學級。

## 職業訓練

### 認定職業訓練
- 東京園藝裝飾專門校

## 交通

### 鐵路
東日本旅客鐵道（JR東日本）
- 山手線：大崎站 - 五反田站 - 目黑站
- 京濱東北線：大井町站 - 大森站
  - 大森站所在地是大田區大森北，但北口的出口位於品川區南大井。
- 埼京線：大崎站
- 橫須賀線：西大井站
- 湘南新宿線：大崎站 - 西大井站
- 東海道本線（上野東京線）：縱貫區內，不設停靠站。

日本貨物鐵道（JR貨物）、東日本旅客鐵道（JR東日本）
- 東京貨物總站
  - 日本國內面積最大的貨物站。另外，雖然沒有設定旅客列車發着，但仍視為JR東日本的旅客站。

東京地下鐵
- 南北線：目黑站

東京都交通局（都營地下鐵）
- 三田線：目黑站
- 淺草線：五反田站 - 戶越站 - 中延站

東急電鐵
- 目黑線：目黑站 - 不動前站 - 武藏小山站 - 西小山站
- 大井町線：大井町站 - 下神明站 - 戶越公園站 - 中延站 - 荏原町站 - 旗之台站
- 池上線：五反田站 - 大崎廣小路站 - 戶越銀座站 - 荏原中延站 - 旗之台站

東京臨海高速鐵道
- 臨海線：天王洲島站 - 品川海濱站 - 大井町站 - 大崎站

東京單軌電車
- 東京單軌電車羽田機場線：天王洲Isle站 - 大井競馬場前站

京濱急行電鐵
- 京急本線：北品川站 - 新馬場站 - 青物橫丁站 - 鮫洲站 - 立會川站 - 大森海岸站

※JR東日本、JR東海、京急的品川站位於港區，目黑站不位於目黑區而位於此區。

### 巴士
- 京濱急行巴士
- 東急巴士
- 都營巴士

### 道路
- 首都高速道路

- 首都高速道路1號羽田線
- 首都高速道路2號目黑線
- 首都高速道路湾岸線

- 一般國道

- 國道1號
- 國道15號
- 國道357號

- 都道

- 東京都道2號東京丸子橫濱線（中原街道）
- 東京都道312號白金台町等等力線（目黑通）
- 東京都道317號環狀六號線（山手通）
- 東京都道318號環狀七號線（環七通）
- 東京都道420號鮫洲大山線
- 東京都道418號北品川四谷線
- 東京都道421號東品川下丸子線
- 東京都道480號品川埠頭線

### 船舶
- 東京都觀光汽船（水上巴士）
  - 船之科學館・品川水族館線（海上巴士）：船之科學館－大井海濱公園－品川水族館

## 外国施設

### 大使馆
- 印度尼西亚大使館
- 哥伦比亚大使館
- 赞比亚大使館
- 塞尔维亚大使館
- 泰国大使館
- 巴拉圭大使館
- 文莱大使館
- 缅甸大使館
- 毛里塔尼亚大使館

## 設施

### 娛樂設施
- 大井競馬場

### 公園
- 潮風公園
- 大井埠頭中央海濱公園
- 林試之森公園
- 戶越公園
- 神明兒童遊園
- 東八山公園

- 池田山公園
- 合歡木之庭（皇后美智子老家正田邸舊址）
- 港丘埠頭公園
- 品川區民公園
- 品川中央公園
- 子供之森公園

### 郵政局
- 品川郵局 - 附設郵貯銀行品川店。
- 大崎郵局
- 荏原郵局

### 圖書館
- 品川圖書館
- 大井圖書館
- 二葉圖書館
- 源氏前圖書館
- 大崎圖書館

- 荏原圖書館
- 南大井圖書館
- 五反田圖書館
- 八潮圖書館
- 豐圖書館

### 博物館、美術館
- 船之科學館
- 品川水族館
- 品川區立品川歷史館
- O美術館
- 原美術館
- 杉野學園衣裝博物館

### 劇場、會館
- 品川區立總合區民會館（きゅりあん、Curian）
- 天王洲 銀河劇場（日语：天王洲 銀河劇場）

### 醫院
- NTT東日本關東醫院
- 五十鈴醫院
- 昭和大學醫院
- 昭和大學醫院附屬東醫院
- 第三北品川醫院
- 東芝醫院
- 旗之台腦神經外科醫院

### 電視台
- 東京電視台天王洲攝影棚 - 東品川
  - InterFM897

## 觀光

### 神社
- 品川神社

東海七福神：大黑天
准勅祭社、東京十社、鄉社
- 荏原神社

東海七福神：惠比須
准勅祭社、鄉社
- 貴船神社 (品川區)
- 雉子神社
- 冰川神社 (品川區)
- 居木神社
- 鹿嶋神社 (品川區)
- 鮫洲八幡神社

- 天祖、諏訪神社

東海七福神：福禄壽
- 旗岡八幡神社
- 戶越八幡神社
- 三谷八幡神社
- 小山八幡神社
- 上神明天祖神社
- 下神明天祖神社
- 荏原金刀比羅神社

### 寺院
- 區內各地皆有寺院，多集中於舊東海道附近。

- 正信寺
- 清光寺
- 蓮長寺
- 大經寺
- 本榮寺
- 真了寺
- 海德寺
- 大正寺
- 本善寺
- 法蓮寺
- 摩耶寺
- 朗惺寺
- 本立寺
- 本照寺
- 妙龍寺
- 最上寺
- 光取寺
- 清岸寺
- 戒法寺
- 隆崇院
- 本願寺
- 常光寺
- 靈源寺
- 願行寺

- 法禪寺
- 行慶寺
- 英倫寺
- 海晏寺
- 海雲寺
- 天龍寺
- 了真寺
- 東照寺
- 嶺雲寺
- 桐谷寺
- 來福寺
- 一心寺
  - 東海七福神：壽老人
- 高福院
- 心海寺
- 正德寺
- 光福寺
- 還來寺
- 西寶寺
- 西光寺
- 西教寺
- 唯稱寺
- 覺證寺
- 觀音寺
- 安養院

- 安樂寺
- 行元寺
- 德藏寺
- 寶塔寺
- 常行寺
- 本覺寺
- 養願寺
  - 東海七福神：布袋
- 來迎院
- 養玉院
  - 荏原七福神:布袋
- 大福生寺
- 東光寺
- 清德寺
- 東海寺* 清光院
- 泊船寺
- 長德寺
- 海藏寺
- 善福寺
- 本光寺
- 壽昌寺
- 品川寺
  - 東海七福神：毘沙門天
  - 江戶六地藏第一番
  - 江戶三十三觀音靈場第三十一番
  - 東海三十三觀音靈場第二十一番

上大崎寺院群來自芝增上寺下屋敷，幕末江戶七大荼毘所（火葬場）之一。

### 名所、古蹟
- 洗足田園都市（小山七丁目）
- 伊藤博文之墓（西大井）
- 板垣退助之墓（品川神社內）
- 山內豐信（山內容堂）墓（東大井四丁目大井公園內）
- 岩倉具視之墓（海晏寺內）
- 澤庵和尚之墓（東海寺內）
- 賀茂真淵之墓（東海寺內）
- 清泉女子大學（舊島津公爵邸、島津山）
- 合歡木之庭公園（旧正田邸、池田山）
- 鈴森刑場跡
- 大森貝塚…大森現在是大田區地名，但貝塚位在品川區內。
- 品川砲台跡

### 祭典、活動
- 千躰荒神祭（3月、11月）
- 南之天王祭、河童祭（荏原神社例祭）（5月）
- 品川神社例大祭　（6月）
- 北之天王祭（6月）
- 品川元氣節（4月、11月第二個週六和週日）
- 大井咚打鼓（8月）
- 品川宿場祭（9月）

## 出身名人

### 藝能
- 林家彥六（落語家）
- 黑澤明（電影導演）
- 石橋蓮司（演員）
- 真田廣之（演員）
- 遠藤憲一（演員）
- 大竹忍（演員）
- 片平なぎさ（俳優）
- 山田麻衣子（俳優）
- 真琴翼（歌手/演員）
- 井之原快彥（歌手/演員：V6）
- 島倉千代子（演歌歌手）
- 石川嘉裕（音樂人）
- 水野有平（作詞作曲家）
- 御木裕樹（和太鼓奏者、音楽家）
- 毒蝮三太夫
- 菊池桃子
- 佐野光来
- 大堀惠（前SDN48）

### 文化人
- 高河優（漫畫家）

### 體育
- 西澤道夫 - 前職棒選手

### 主播
- 瀧澤雄一 - 秋田電視台前主播
- 武内繪美 - 朝日電視台主播
- 須田哲夫 - 富士電視台主播
- 中村光宏 - 富士電視台主播
- 菅佐原隆幸 - 福島中央電視台主播
- 森武史 - 讀賣電視台主播

### 皇室
- 美智子 - 皇后

## 備註
1. ↑  東京都編集『東京都の昼間人口2005』平成20年発行128,129ページ　国勢調査では年齢不詳のものが東京都だけで16万人いる。上のグラフには年齢不詳のものを含め、昼夜間人口に関しては年齢不詳の人物は数字に入っていないので数字の間に誤差は生じる

## 外部連結
- 品川區網站（页面存档备份，存于）（日語）